# دمیر دمیرکان
دمیر دمیرکان (به ترکی استانبولی: Demir Demirkan) ترانه‌سرا و موسیقیدان ترک است.
دمیر دمیرکان در ۱۲ آگوست ۱۹۷۲ در آدانا به دنیا آمده‌است. وی کودکی خود را در آدانا گذراند و سپس برای ادامهٔ تحصیل در دانشگاه بیلکنت به آنکارا رفت.
او در سال ۲۰۰۳ به همکاری با سرتاب ارنر پرداخت و آهنگ آن‌ها برنده مسابقه یوروویژن شد.

## دیسکوگرافی
- Demir Demirkan (۲۰۰۰) (دمیر دمیرکان)
- Dünya Benim (۲۰۰۲) (دنیا مال من است)
- ۲۰۰۴ İstanbul (۲۰۰۴) (استانبول ۲۰۰۴)
- Gelibolu (soundtrack) (۲۰۰۵)
- Ateş Yağmurunda Çırılçıplak (۲۰۰۷) (برهنه در بارش آتش)